# NGC 3478
NGC 3478 este o hi (21cm) source⁠(d) situată în constelația Ursa Mare. A fost descoperită în 5 februarie 1788 de către William Herschel. Se află la o distanță de 91,62 de megaparseci de Pământ.